# Bistum Lüliang
Das Bistum Lüliang (chinesisch 天主教呂梁教區) ist eine in der Volksrepublik China gelegene römisch-katholische Diözese mit Sitz in Fenyang.

## Geschichte
Das Bistum Lüliang wurde am 28. Oktober 2024 durch Papst Franziskus aus Teilen des Gebietes des aufgelösten Bistums Fenyang errichtet und dem Erzbistum Taiyüan als Suffraganbistum unterstellt. Erster Bischof wurde Anthony Ji Weizhong.
Das Bistum Lüliang umfasst den Stadtbezirk Lishi, die Kreise Wenshui, Zhongyang, Xing, Lin, Fangshan, Liulin, Lan, Jiaokou, Jiaocheng und Shilou sowie die Städte Fenyang und Xiaoyi.